# Ден Повенмаєр
Ден Повенмаєр (англ. Dan Povenmire народився 18 вересня 1963) — американський режисер, сценарист, продюсер відомий тим, що є творцем мультсеріалів Фінеас і Ферб та Закон Майло Мерфі разом із напарником Джеффом Свомпі Маршем для DisneyTVA. У 2022 році випустив перше шоу без Свомпі, Хом'як і Ґретель.